# 王信 (明朝將領)
王信（？—1486年），字君實，南鄭人。明朝軍事將領。
王信未滿周歲時，父親王忠北征陣亡，正統年间，王信襲寬河衛千戶。也先攻打京师，拒战西直门外，因功擢官。成化初年，積功至都指揮僉事，鎮守荊、襄等地。平定劉千斤之亂。之後擔任參將，與白圭分兵抵後巖山，后進都指揮同知。之後平定李原等叛亂，擢署都督僉事，鎮守臨清。成化十三年，佩平蠻將軍印，移鎮湖廣。平息永順、保靖二宣慰對抗，又劝谕靖州、武冈苗勿滋事。成化二十一年，擢為都督同知，隨後改為漕運總督。王信性情沉毅简重，喜读书，不营私产，成化二十二年去世。有子王繼善、王從善，都為進士。